# Stanisław Morawski (1901–1983)

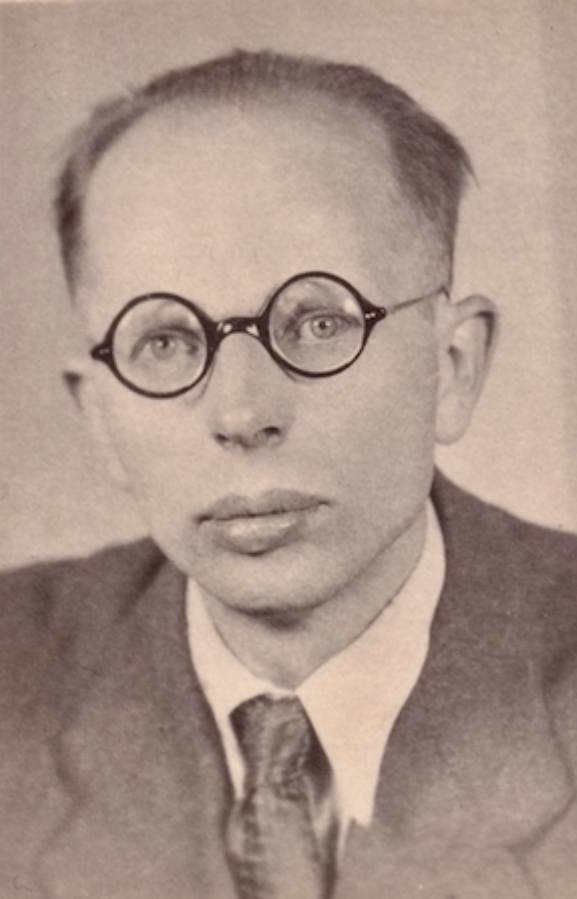
Stanisław Morawski

Stanisław Morawski (ur. 10 lipca 1901 w Wilnie, zm. 29 sierpnia 1985 w Łodzi) – polski inżynier leśnik, działacz Polskiego Towarzystwa Leśnego.

## Życiorys
Syn Franciszka i Eugenii Morawskich, miał trójkę rodzeństwa: dwóch braci Czesława i Jerzego oraz siostrę Helenę. Był uczniem elitarnej szkoły Korpus Paziów w Petersburgu, tam też przeżył I wojnę światową i rewolucję bolszewicką. Swoją edukację kontynuował w Państwowej Średniej Szkole Rolniczo-Leśnej w Żyrowicach. Ukończył leśnictwo oraz ekonomię na Uniwersytecie Poznańskim w 1925 r. Po studiach pracował jako wykładowca hodowli lasu, siedliskoznawstwa i urządzania lasu, a następnie latach 1927-1939 pełnił obowiązki kierownika Wydziału Leśnego w Szkole Rolniczo-Leśnej w Żyrowicach. W 1935 roku ożenił się z młodszą o rok lat Marią Raginis, siostrą Władysława Raginisa, późniejszego dowódcy odcinka Wizna. Miał trójkę dzieci: Halinę, Krystynę i Władysława.
W czasie wojny przeniósł się do centralnej Polski i zamieszkał w okolicach Końskich; pracując w nadleśnictwie, współpracując z konspiracyjną administracją cywilną i partyzantką. Owdowiał w 1944 roku. Ożenił się ponownie z Kazimierą Kuszelewską. Po zakończeniu działań wojennych Stanisław Morawski wyjechał do Brynka, gdzie założył Gimnazjum Leśne (szkoła kilkakrotnie zmieniała potem nazwę, obecnie Zespół Szkół Leśnych i Ekologicznych) i był jego pierwszym dyrektorem. Po zmianie władz w 1951 roku, był szykanowany przez nowe kierownictwo szkoły z nadania PZPR. Wiosną został wyrzucony wraz z większością brynkowskiej kadry nauczycielskiej. Formalnie został zrehabilitowany w 1957 roku, po odwilży gomułkowskiej, z uznaniem szczególnie wysokich kwalifikacji do zajmowania stanowisk w szkolnictwie leśnym. Od 1990 roku Zespół Szkół Leśnych i Ekologicznych w Brynku nosi imię Stanisława Morawskiego. Sylwetkę Stanisława Morawskiego oraz fenomen szkoły leśnej Brynku przedstawił Jerzy Ridan w filmie dokumentalnym "Leśna rodzina" (1999). W latach 1953–1963 był projektantem i budowniczym Wojewódzkiego Parku Kultury i Wypoczynku w Chorzowie. Po przejściu na emeryturę zamieszkał w Katowicach, a następnie w Łodzi. Został pochowany w Czerniejewie koło Gniezna w woj. wielkopolskim. 
Był autorem wielu publikacji z zakresu leśnictwa i ochrony środowiska. Wspólnie z prof. Janem Gresztą opracował autorską metodę rekultywacji hałd węglowych. W latach siedemdziesiątych i osiemdziesiątych współpracował z Ministerstwem Leśnictwa i Przemysłu Drzewnego przy projektach ochrony środowiska naturalnego na Górnym Śląsku. W latach osiemdziesiątych współpracował z prasą II obiegu jako autor publikacji poświęconych ekologii i ochronie środowiska. 
W latach siedemdziesiątych z inspiracji absolwenta szkoły leśnej w Żyrowicach Mieczysława Saramonowicza i wspólnie z nim rozpoczął redakcję kilkutomowej "Księgi pamiątkowej Żyrowiaków"), jednak zmarł przed ukazaniem się dwóch pierwszych tomów, które ukazały się w 1990 roku. 
Jako mąż rodzonej siostry kapitana Władysława Raginisa zaangażował się w upamiętnienie jego życia przekazując informacje oraz pamiątki po zmarłym do filii Muzeum Wojska Polskiego w Białymstoku, a także inspirując powstanie filmu dokumentalnego o obronie Wizny "Wierność" w reż. Grzegorza Królikiewicza, gdzie był konsultantem. 

## Wybrane publikacje
- Jan Greszta, Stanisław Morawski: Rekultywacja nieużytków poprzemysłowych. Warszawa: Państwowe Wydawnictwa Rolnicze i Leśne, 1972. Brak numerów stron w książce
- Jan Greszta, Stanisław Morawski: Zagospodarowanie popiołów dla renowacji środowiska naturalnego. Kraków: Zakład Ossolińskich, Polska Akademia Nauk. Oddział w Krakowie, 1980. Brak numerów stron w książce